# 庾信
庾信（513年—581年），字子山，南阳郡新野县（今河南省南阳市新野县）。仕北周官至驃騎大將軍、開府儀同三司，故人稱「庾开府」。庾信奉梁元帝名出使北朝被留，不得回歸，文風蕭瑟哀戚，也感染北方雄渾豪邁之氣，是南北朝文学的集大成者，也是唐代文学的先声。（《升庵诗话》评庾信为：“梁之冠绝、唐之先鞭”）

## 生平
八世祖庾滔隨晉室南渡，官至散騎常侍，家于江陵。伯父庾於陵，梁太子洗馬，為昭明太子掌文翰。祖父庾易，累辟官不就。父庾肩吾，梁太子中庶子、度支尚書，贈散騎常侍、中書令。
庾信少有文學，十五歲時任昭明太子侍讀，十九歲時与徐陵被選為第二任皇太子萧纲文德省學士，隨父及徐摛、徐陵父子出入禁宮，為文綺艷，稱“徐庾体”。
侯景之亂爆發，庾信時為建康令，率兵防守朱雀航，因贼人皆掛铁製面具，竟率眾出奔。其後梁元帝偏安江陵，信亦奔隨而效力朝廷，奉命出使西魏。值西魏南侵，庾信滯留長安不得歸；江陵既陷，仕於西魏，後亦仕於北周，曾授官洛州刺史。
北周皇帝雅好文學，庾信特蒙恩禮，與諸王亦多所周旋款洽。陳朝與北周通好後，南北流寓之士許還舊國，王克、殷不害等得以還鄉，北周皇帝卻愛惜庾信而不遣。唯有庾信與王褒不得南回。
庾信雖然位望通顯，常有鄉關之思，乃作《哀江南賦》以致其意。北周天和四年，北周武帝作北周象戲並與大臣共同編寫《象经》，由王褒作《象戲經序》、庾信作《進象經賦表》、《象戲賦》。
迁北后的庾信与滕王宇文逌（逌音悠）友善，并由宇文逌在579年（大象元年）编订了第一本庾信集。

## 駢文風格
庾信前期仕梁，文章以綺艷為宗，音韻諧美，為齊梁之極則。後期滯留北方，常有鄉關之思，多亡國之痛，身世之感，發為蒼涼悲壯，沉鬱頓挫之音。
庾信駢文於駢體中寓散行氣格，遣事用典，多采貼自然，明麗中見蒼渾，綺縟中有流轉。內容華實相扶，情文兼至，既有文采，亦見風骨，結合南方文學的華美，和北方文學的剛健。

## 評價
庾信的骈文、骈赋，可与鲍照并举，代表了南北朝骈文、骈赋的最高成就；庾的辞赋与徐陵一起被称为“徐庾体”，代表作有《哀江南赋》、《枯树赋》等。
庾的诗歌，则初步融合了南北诗风，对唐诗有重要影响。有《庾子山集》传世。
史评其写作风格“绮艳”，杜甫又称其“清新”、“老成”。此六字者，诗家难兼，子山备之。张溥《庾开府集》题辞稱：“后羁长安，臣于宇文，陈帝通好请还，终留不遣。虽周宗好士，滕、赵赏音，筑宫虚馆，交齐布素。而南冠、西河，旅人发叹，乡关之思，仅寄于江南一赋，其视徐孝穆之得返旧都，奚啻李都尉之望苏属国哉。”
杜甫《戲為六絕句》六首之一：“庾信文章老更成，凌雲健筆意縱橫。”成語「凌雲健筆」一詞由此而來。《詠懷古跡》第一：“庾信平生最蕭瑟，暮年詩賦動江關。”
李商隱有詩：“可憐庾信尋荒徑，猶得三朝托後車。”
隋人王通说：“徐陵、庾信古之夸人也，其文诞。”金人王若虚则批評:“尝读庾氏诸赋，类不足观，而愁赋尤狂易可怪。然子美推称如此，且讥诮嗤点者。予恐少陵之语未公，而嗤点者未为过也。”
清人全祖望认为庾信身仕西魏、北周，又借“天醉”為自己的失節开脱，全然無恥。

## 家庭
- 子庾立真，袭义城侯，隋朝逸乐县令。被薛仁杲虐杀。
  - 孙庾威士，唐朝翊卫开元征士。